# Il testamento di Maciste
Il testamento di Maciste è un film muto del 1920 diretto ed interpretato da Carlo Campogalliani che fa da spalla a Bartolomeo Pagano nel ruolo di Maciste.
Il film è l'episodio conclusivo de La trilogia di Maciste.